# Лосево (Выборгский район)
Ло́сево (до 1948 года Ярвенкюля, Кивиниеми, фин. Järvenkylä, Kiviniemi) — деревня в Светогорском городском поселении Выборгского района Ленинградской области.

## Название
Топоним Ярвенкюля в дословном переводе означает «Озерная деревня», Кивиниеми — «Каменный мыс».
Зимой 1948 года мызе Кивиниеми, входившей в состав деревни Ярвенкюля, присвоили наименование деревня Лосево с мотивировкой: «по природным условиям».
Переименование было закреплено указом Президиума ВС РСФСР от 13 января 1949 года.

## История

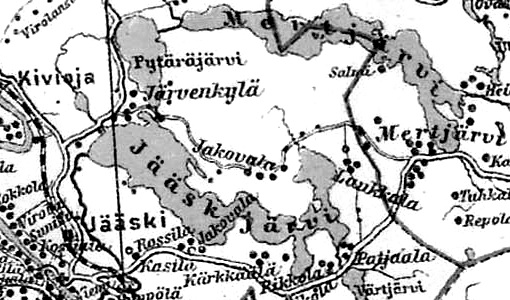
Деревня Ярвенкюля на финской карте 1923 года

До 1939 года деревни Ярвенкюля и Кивиниеми входили в состав волости Яаски Выборгской губернии Финляндской республики.
С 1 января 1940 года по 31 октября 1944 года — в составе Карело-Финской ССР.
С 1 июля 1941 года по 31 мая 1944 года — финская оккупация.
С 1 ноября 1944 года деревни Ярвенкюля и Кивиниеми в составе Яскинского сельсовета Яскинского района Ленинградской области.
С 1 октября 1948 года — в составе Лесогорского сельсовета Лесогорского района.
С 1 января 1949 года Ярвенкюля и Кивиниеми учитываются административными данными как деревня Лосево. В ходе укрупнения хозяйства к деревне Лосево была присоединена деревня Яакковала.
С 1 декабря 1960 года — в составе Выборгского района.
Население деревни Лосево в 1960 году составляло 314 человек.
Согласно данным 1966 и 1973 годов деревня Лосево находилась в составе Лесогорского сельсовета.
Согласно данным 1990 года деревня Лосево являлась административным центром Лосевского сельсовета, население деревни составляло 812 человек.
В 1997 году в деревне Лосево Лосевской волости проживали 859 человек, в 2002 году — 925 человек (русские — 92 %), деревня являлась административным центром волости.
В 2007 году в деревне Лосево Лесогорского ГП проживали 690 человек.
В 2010 году деревня входила в Светогорское ГП, её население составляло 964 человека, в 2016 году — 851 человек.

## География
Деревня расположена в северной части района на автодороге 41К-417 (Лесогорский — ур. Топольки), к востоку от автодороги А181 (часть E 18) «Скандинавия» (Санкт-Петербург — Выборг — граница с Финляндией).
Расстояние до административного центра поселения — 5 км. Расстояние до районного центра — 55 км.
Расстояние до ближайшей железнодорожной станции Лесогорский — 8 км.
Деревня находится на северном берегу Лесогорского озера и западном берегу озера Ясное. Через деревню протекает река Баранья.

## Демография
| 2007 | 2010 | 2017  |
| ---- | ---- | ----- |
| 690  | ↗964 | ↗1028 |

## Улицы
Заречная, Зелёная, Лосевская, Новая, Озерная, Окружная, Парковая, Пограничная, Подгорная, Прибрежная, Светлый проезд, Сельский проезд, Солнечная, Сосновая, Тихая, Школьная, Ясный проезд.